# Вася Бриллиант
Владимир Петро́вич Ба́бушкин (прозвище — Ва́ся Бриллиа́нт, Бриллиа́нт) (18 мая 1928, Астрахань — 26 мая 1985, Соликамск, Пермская область) — советский профессиональный преступник, лидер преступной среды в СССР, русский вор в законе «старой закалки», легенда уголовного мира. 35 лет жизни непрерывно (не считая побегов) провёл в местах лишения свободы.

## Биография
Родился в 18 мая 1928 года в Астрахани. По собственному признанию имел восемь братьев и сестёр. В детстве перенёс голод в Поволжье. Когда ему исполнилось тринадцать лет, началась Великая Отечественная война. Отец попал на фронт, а мать умерла, и дети остались сиротами. Их воспитанием занялась бабушка, которая в 1942 году была убита грабителями из-за пары валенок. По легенде отсутствие средств к существованию привело Владимира в уличную преступность. Первым его прозвищем было Чапаёнок, которое он получил за дерзость своих поступков. В 1943 году он впервые попал на скамью подсудимых, но был приговорён всего к году условно, так как на его попечении находились младшие братья и сёстры. Владимир сделал выводы из прошлых ошибок и усовершенствовал способ ограбления. Ранее он вытаскивал кошельки, но новый подход состоял в том, что сам кошелек оставался на месте, а пропадали лишь деньги из него. Это не спасло юного преступника, и в возрасте 16 лет — в 1944 году — он снова попал на скамью подсудимых.
В октябре 1949 года, в 20 лет, был задержан в Вольске за карманную кражу в поезде; потерпевшие обнаружили пропажу до прибытия на станцию Вольск, а Бабушкин не решился выпрыгивать из состава на ходу. В 1950 году приговорён к 10 годам лишения свободы по Указу Президиума Верховного Совета СССР от 04.06.1947 г.. 
Попал в лагерь в разгар «сучьей войны», когда прибывшие с войны уголовники конфликтовали с «ворами в законе», не согласившихся идти на фронт. Бабушкин принял сторону последних. В 1950 году в Карагандинском исправительно-трудовом лагере он был «коронован» (признан «вором в законе»). Там же он обзавелся своим воровским псевдонимом. Якобы Васей он представился сотрудникам милиции при задержании, а вторую часть — «бриллиант» — унаследовал от своего сокамерника, погибшего в противостоянии с ворами-коллаборационистами во время сучьей войны. По легенде во время этого противостояния его жертвой стали три оппонента из противоборствующего лагеря. Двоих он убил заточкой, а третьего задушил. Одним из его псевдонимов был «Иванов». Им он подписывал объяснительные для администрации лагеря. Существует версия, что этим он отдавал дань предшественникам воров в законе — касте преступников в Российской Империи, которых называли «иванами». Они не должны были иметь ни имён, ни фамилий. При встречах представлялись Иванами Ивановыми. Отбывая срок, дважды (в 1951 и в 1953 году) был приговорён ещё к 25 годам лишения свободы по обвинению в бандитизме. В 1965 году ещё раз был приговорён к 15 годам лишения свободы по обвинению в бандитизме. Дважды бежал, но был пойман. Сокамерники положительно характеризовали Бриллианта. Например, они утверждали, что он не ругался матом.  
У Бабушкина были проблемы со зрением, и он носил очки в роговой оправе. Описывается, что в быту он был скромным арестантом, несмотря на свой высокий пост в иерархии. Например, он мог подмести пол в камере, а те, кто вновь увидели Бриллианта, могли с лёгкостью спутать его с «экономическим сидельцем» или мошенником. Источники утверждают, что он много читал, в том числе русскую классическую литературу. Несмотря на спокойный характер, он имел непререкаемый авторитет среди уголовников. Однажды в Казанской пересыльной тюрьме между сокамерниками возник спор из-за карточного долга. Каждый утверждал, что его оппонент должен ему десять тысяч долларов..  Назревала поножовщина. В этот момент Бриллиант встал посреди спорщиков и рассудил, что каждый из них должен по половине от спорной суммы в «общак», и запретил им впредь играть в карты.
В 1971 году по обвинению в покушении на убийство был приговорён ещё к 15 годам лишения свободы (первые 10 лет — в тюрьме) и 5 годам ссылки. В 1971—1973 годах отбывал наказание в тюрьме Златоуста, а в 1973—1981 годах — во Владимирской тюрьме.
Однажды он находился в исправительной колонии Лапотки в Свердловской области в одиночной камере. В учреждении вспыхнул бунт. Администрация обратилась к авторитетному вору с просьбой остановить происходящее. Тот отказался. В отместку руководство «красной» (милицейской) зоны отправило его в колонию «Белый лебедь» в Соликамске. Она считалась одной из самых строгих.
До конца жизни Бриллиант придерживался воровских традиций, поэтому никогда не работал.
В последние годы жизни симпатизировал диссидентам, они пользовались созданными им каналами связи во Владимирском централе.
Умер в 1985 году. По неофициальной версии — убит в исправительно-трудовой колонии особого режима «Белый лебедь». Существует несколько версий его смерти — кто-то утверждает, что он был убит стальным угольником, кто-то придерживается версии, что его задушили. По одной из версий его забил насмерть сотрудник колонии Сергей Морда. После смерти Бриллианта пошли бунты в колониях по всей стране. Похоронен на городском кладбище в Соликамске на 89-м участке. Сначала его могила не отличалась ничем от остальных, но позднее другие воры привезли и установили на ней гранитный мемориал весом восемь тонн.

## Образ в культуре
- О жизни и смерти Владимира Бабушкина снят документальный фильм «Коронованные воры» из цикла «Следствие вели…» с Леонидом Каневским, телекомпания НТВ.
- Сюжет, посвящённый Владимиру Бабушкину, входит в документальный фильм «Вор» из цикла «Легенды преступного мира», канал ДТВ.
- В сериале «Улицы разбитых фонарей» (серия «Самородок») имеется аллюзия на Бриллианта — в фильме речь идёт о «дяде Толе Алмазе», тоже «медвежатнике».
- В 2017 году Mr. Credo записал песню, посвящённую Владимиру Бабушкину, под названием «Вася-Бриллиант».
- 8 октября 2018 года на телеканале «НТВ» состоялся показ телесериала «Динозавр», фамилия и кличка главного героя которого — Бабушкин, «Бриллиант», воровская профессия — вор-«медвежатник».
- Александр Новиков. "Записки уголовного барда". Глава 19 "Карцер".
- Гио Пика. Песня "Песнь белого лебедя" с альбома "Север".